# Fissarena
Fissarena is een geslacht van spinnen uit de  familie van de Trochanteriidae.

## Soorten
- Fissarena arcoona Platnick, 2002
- Fissarena barlee Platnick, 2002
- Fissarena barrow Platnick, 2002
- Fissarena castanea (Simon, 1908)
- Fissarena cuny Platnick, 2002
- Fissarena ethabuka Henschel, Davies & Dickman, 1995
- Fissarena laverton Platnick, 2002
- Fissarena longipes (Hogg, 1896)
- Fissarena woodleigh Platnick, 2002